# Tiglit
Tiglit (en àrab تغليت, Tiḡlīt; en amazic ⵜⵉⵖⵍⵉⵜ) és una comuna rural de la província de Guelmim, a la regió de Guelmim-Oued Noun, al Marroc. Segons el cens de 2014 tenia una població total de 930 persones